# SN 1999fv
SN 1999fv – supernowa typu Ia odkryta 3 listopada 1999 roku w galaktyce A233035+0016. W momencie odkrycia miała maksymalną jasność 24,50m.